# William Duckett
William Duckett (París, 1805- 1873) va ser un periodista, escriptor i editor francès, director de l'enciclopèdia Dictionnaire de la conversation et de la lecture i la versió abreujada Dictionnaire.
Duckett, jove erudit, es va donar a conèixer com a director de redacció del Dictionnaire de la conversation et de la lecture: répertoire des connaissances usuelles, creat per l'editor Ambroise Firmin Didot, una enciclopèdia de 52 volums, publicats entre 1832 i 1851, on ell mateix va escriure gran nombre d'articles; va afegir a posterioritat un suplement de 5 volums «que ofereixen la recopilació dels fets i idees del nostre temps» publicat entre 1864 i 1882. Duckett va publicar també una edició abreujada, el Dictionnaire, una versió destinada a l'ús de dames i joves, aparegut el 1841 i amb 10 volums.
Va dirigir la revista literària Chronique de Paris, entre 1834 i 1837, de la que fou també fundador amb Honoré de Balzac i Max de Béthune. L'endemà de la Revolució francesa de 1848, va fundar dos diaris, el Courrier de Paris, des départements et de l'étranger (1848) i L'Universel (1849). Sota el pseudònim 'Henri Page', va col·laborar a les biografies que va publicar Eugène de Mirecourt en el seu diari Les Contemporains i, fins a la seva mort, va treballar com a redactor al Tintamarre.